# 归流河站
归流河站是位于内蒙古自治区科尔沁右翼前旗归流河镇的一个铁路车站，邮政编码137408。车站建于1935年，有白阿铁路经过该站，现办理客货运。车站距离白城站115公里，隶属沈阳铁路局，是四等站。